# Royal International Air Tattoo
O Royal International Air Tattoo (RIAT) é o maior show aéreo militar do mundo e acontece anualmente na terceira semana de julho na base aérea RAF Fairford em Gloucestershire em apoio a Fundação de Caridade da Força Aérea Real. O show atrai entre 150.000 e 160.000 pessoas durante o final de semana.

## História
O primeiro encontro aconteceu no aeródromo North Weald Airfield em Essex em 1971, com a participação de cerca de 100 aeronaves. O evento foi idealizado por Paul Bowen, Timothy Prince e o marechal da aeronáutica Sir Denis Crowley-Milling. De 1973 a 1983 o show foi realizado na base aérea RAF Greenham Common antes de ser transferido definitivamente para RAF Fairford em 1985.

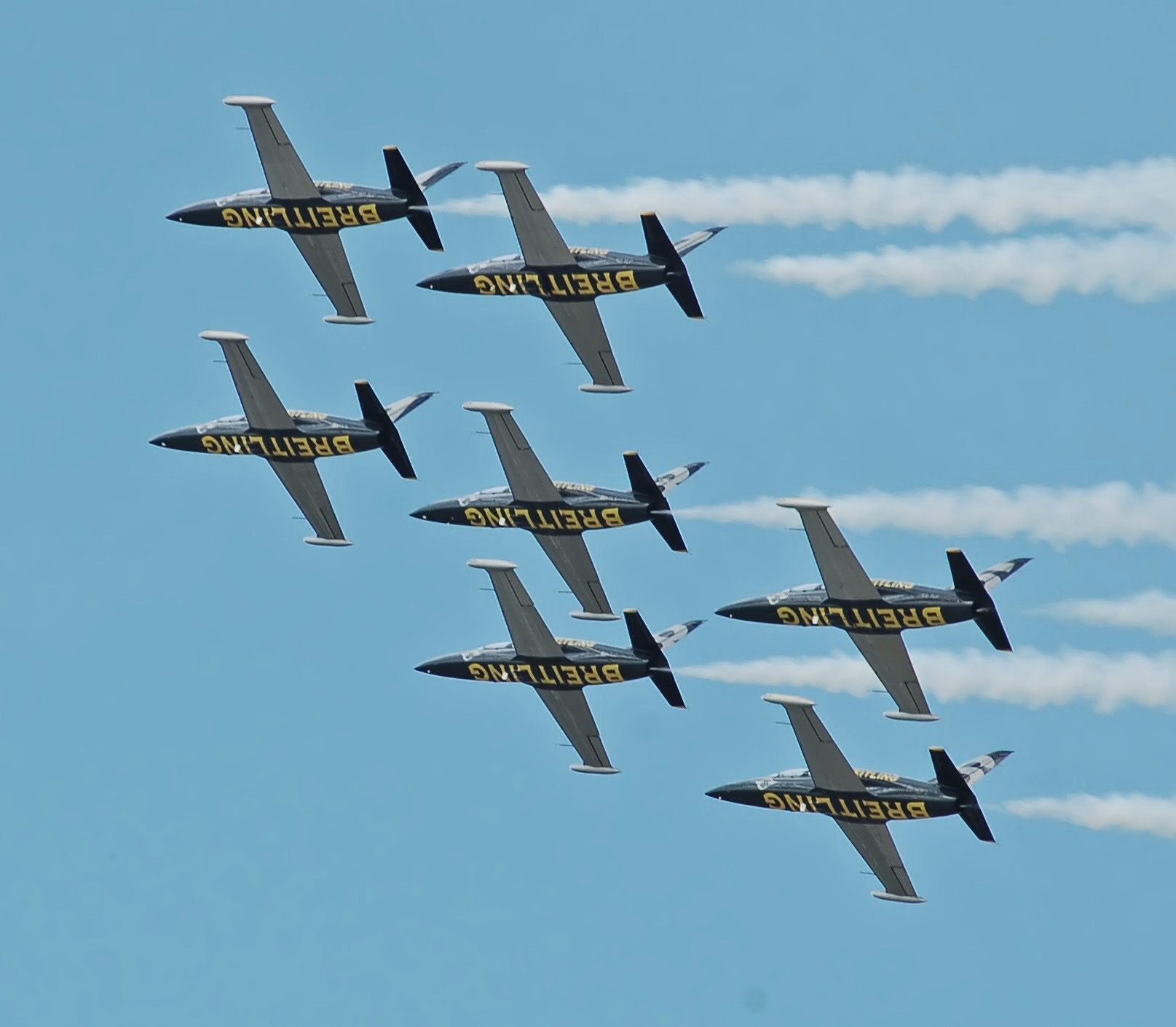
Aeronaves Aero L-39 Albatros durante a apresentação em 2014.

## Acidentes
Em 1993 dois MiG-29 da Força Aérea Russa colidiram no ar e cairam longe dos espectadores e ninguém ficou ferido. Após ejetarem, os dois pilotos aterrissaram em segurança.